# Persicaria odorata
El coriandro de Vietnam,  (Persicaria odorata) es una especie de hierba del género Persicaria en la familia Polygonaceae. Sus hojas son utilizadas en la gastronomía en el sureste asiático. A veces es denominada menta vietnamita, cilantro vietnamita, menta de Camboya y menta picante. El nombre vietnamita es rau răm, mientras que en Malasia y en Singapur se la llama daun kesom o daun laksa (hoja laksa). En Tailandia se la denomina phak phai (ผักไผ่) y la palabra Hmong es luam laws.  En Laos, se la llama phak phaew (ຜັກແພວ). En el noreste de India, en el estado de Manipur se la utiliza como una hierba saborizante en diversos platillos de las culturas eromba y singju. Los Manipuris la llaman Phak-Pai. 
Persicaria odorata no se encuentra emparentada con las mentas, ni pertenece a la familia de las mentas (Lamiaceae) pero el aspecto general y su aroma se asemejan. 

## Uso en gastronomía
La hoja se encuentra muy identificada con la gastronomía de Vietnam, donde se la consume cruda en ensalada (incluida ensalada de pollo) y en arrolladitos crudos (gỏi cuốn), como también en algunas sopas tales como canh chua y bún thang, y guisos tales como el de pescado kho tộ. Es muy popular consumirla acompañando hột vịt lộn (Huevo de pato fertilizado).
En la gastronomía de Camboya, la hoja es denominada chi krasang tomhom (ជីរក្រសាំងទំហំ) y se la usa para preparar sopas, guisos, ensaladas y los rollitos camboyanos denominados, naem (ណែម).
En Singapur y en Malasia, la hoja rallada es un ingrediente esencial de laksa, una sopa picante, al extremo que en malayo el término daun laksa significa "hoja laksa."
En Laos y ciertas zonas de Tailandia las hojas se consumen junto con carne cruda larb (en lao: ລາບ).
En Australia se realizan estudios para investigar si es posible obtener a partir de esta planta un aceite esencial (aceite kesom).

## Características
El coriandro de Vietnam es una planta perenne que crece en zonas tropicales y subtropicales en condiciones cálidas y húmedas. En condiciones favorables puede alcanzar 15 a 30 cm.  En invierno o cuando la temperatura es demasiado elevada, puede marchitarse.
La parte superior de su hoja es de un color verde oscuro, con manchas de color castaño mientras que el reverso de la hoja es de color rojo oscuro.  En Vietnam se la cultiva aunque también se la encuentra en forma silvestre.
Puede crecer sin problemas en el exterior en verano en las zonas no tropicales de Europa...prefiere condiciones de sol pleno y terrenos bien drenados y es ideal para macetas. En invierno se la debe llevar al interior y tratarla como una planta de interiores. Fuera de los trópicos rara vez florece, pero son sus hojas las que se aprovechan en la gastronomía.

## Componentes
Su aceite contiene aldehídos tales como decanal (28%) y dodecanol (44%), como también alcohol decanol (11%).  Sesquiterpenos tales como α-humuleno y β-cariofileno forman un 15% del aceite.

## Usos tradicionales
Tradicionalmente en Vietnam se cree que Persicaria odorata tiene poderes de suprimir el deseo sexual.  Existe un dicho vietnamita que dice, "rau răm, giá sống" ("Coriandro vietnamita, los porotos crudos brotan") que significa que el coriandro de Vietnam posee la habilidad de reducir el deseo sexual, mientras que los brotes de porotos poseen el efecto contrario.  Muchos monjes budistas cultivan coriandro en sus jardines privados y lo consumen con frecuencia como ayuda en su vida en celibato.